# Trax Records
Pour les articles homonymes, voir Trax.
Trax Records est un label de musique house de Chicago, fondé par Larry Sherman et Vince Lawrence en 1984. Il a joué un rôle majeur dans le développement du genre avec des titres comme Your Love de Jamie Principle & Frankie Knuckles, Move Your Body de Marshall Jefferson, Can You Feel It de Mr. Fingers ou encore Acid Tracks de Phuture.
Resté longtemps inactif, depuis 2003 le label est la propriété du groupe canadien Casablanca Media Acquisitions Inc. basé à Toronto.

## Histoire
Larry Sherman commence ses activités en 1983 en achetant Musical Products, la seule usine de presse de vinyle de Chicago. Puis fin 1984, il co-fonde avec Jesse Saunders le label Trax Records. Le design du label et les premiers contrats d'artistes sont confiés à Vince Lawrence. Le premier disque sorti, TX-101, fut Wanna Dance/Certainly par Le Noiz (un pseudonyme de Jesse Saunders) en 1985.
Le label se fera ensuite connaitre pour la sortie de titres pionniers de House avec Your Love de Jamie Principle & Frankie Knuckles, No Way Back d'Adonis ou le retentissant Move Your Body de Marshall Jefferson dont la reconnaissance sortira de Chicago et fera connaitre au monde la House.
Mais le label sortira également des titres pionniers d'autres genres comme la Deep house avec Can You Feel It de Mr. Fingers et surtout l'Acid house avec Acid Tracks de Phuture.
En 2006, Rachael Cain, une associée de Sherman qui sortait de la musique sous le pseudonyme Screamin' Rachael, relance le label.

## Discographie partielle
- TX101 - Le' Noiz - Wanna Dance? / Certainly
- TX102 - Jesse Velez - Girls Out On The Floor
- TX103 - Le' Noiz - I'm Scared
- TX104 - Keith Farley / Jack Master Dick - Jack The Bass / Jack The Dick
- TX105 - Marshall Jefferson - Ride The Rhythm (Frankie Knuckles Remix)
- TX106 - Keith Farley - Funkin With The Drums Again
- TX107 - Vince Lawrence - Virgo Tracks Again
- TX108 - Jesse Velez - Super Rhythm Trax
- TX109 - Ron Hardy - Sensation
- TX110 - Screamin' Rachel - My Main Man X
- TX111 - Man Goes Disco - Sensuous Woman
- TX112 - Adonis - No Way Back
- TX113 - Sleezy D - I've Lost Control
- TX114 - Marshall Jefferson - Virgo/Free Yourself/R U Hot Enough
- TX115 - Fresh Dum Dum - Part Two
- TX116 - Farley Keith - Give Yourself to Me
- TX117 - Marshall Jefferson - Move Your Body/House Music Nat'l Anthem
- TX118 - Master C & J - When You Hold Me
- TX119 - Sweet D - Thank Ya/Do It
- TX120 - Adonis - We're Rockin Down the House
- TX121 - On the House - Ride the Rhythm [Original]
- TX122 - Willie Wonka - What is House
- TX123 - Radio Fashion - You Get What You Deserve
- TX124 - Farm Boy - Jackin’ Me Around
- TX125 - Fat Albert - Beat Me Til I Jack
- TX126 - Santos - Work the Box
- TX127 - Mr. Fingers - Can U Feel It/Washing Machine
- TX128 - Sampson “Butch” Moore - House Beat Box
- TX129 - Jungle Wonz - The Jungle
- TX130 - Boris Badenough - Hey, Rocky  (l'artiste est en fait Dean Anderson[6] bien que parfois considéré à tort comme Frankie Knuckles)
- TX131 - Lidell Townsell - Party People
- TX132 - Robert Owens - Bringin’ Down the Wall
- TX133 - Terry Baldwin - Housemaster
- TX134 - Two House People - Move My Body
- TX135 - Jungle Wonz - Time Marches On
- TX136 - On the House - Give Me Back the Love
- TX137 - Mr. Lee - I Can't Forget
- TX138 - Mystery - Mystery Girl
- TX139 - Eric Bell - Your Love
- TX140 - Mr. Lee - Came to House
- TX141 - William S - I'll Never Let You Go
- TX142 - Phuture - Acid Tracks
- TX144 - Dalis - Rock Steady
- TX145 - Kevin Irving - Children of the Night
- TX146 - Two of a Kind - Somewhere in West Hell
- TX147 - Pleasure Zone - Charley/House Nation
- TX148 - Dr Derelict - Doctor
- TX149 - Dean Anderson - Don't Stop/Don't Dub
- TX150 - Frankie Knuckles Presents - Baby Wants to Ride/Your Love
- TX151 - Frankie Knuckles Presents - It's a Cold World
- TX152 - Hercules - Lost in the Groove
- TX153 - Dancer - Am a Dog/Boom Boom
- TX154 - Evie - Stay the Night
- TX155 - Rich Martinez - Are You Ready
- TX156 - Mr. Lee - House this House
- TX157 - Pierre's Phantasy Club - Got the Bug
- TX158 - Lidell Townsell - Get the Hole
- TX159 - Curtis McClaine - Let's Get Busy
- TX160 - Dancer - Number Nine
- TX164 - Pleasure Zone - Fantasy/I Can't Understand
- TX165 - Phuture - We Are Phuture EP
- TX166 - Mr. Lee - Pump Up Chicago/London/New York
- TX167 - Donald Rush - Knockin at my Door
- TX168 - Mike Wilson - Hit Tracks III
- TX169 - Maurice Joshua - I Gotta Big Dick/This is Acid
- TX170 - Lidell Townsell - Jack the House EP
- TX171 - Mr. Lee - Acid Fantaslee
- TX172 - Farley Keith - As Always [Ricky Dillard]
- TX173 - K.G.B. - Respect Rap
- TX174 - Kool Rock Steady - Power Move
- TX175 - Virgo Four - Virgo Vol. 4/Do You Know Who You Are
- TX176 - M.E. - Ride
- TX177 - Grand and Dezz - You're Too Good
- TX178 - Scamara - Kisses Never Lie
- TX179 - J.R. - It's About House
- TX180 - Samurai Sam - House Japanese
- TX182 - Kamia - Take Me I'm Yours
- TX184 - Maurice - Get Into the Dance
- TX185 - Kipetotec - Sex Sells
- TX187 - Gotham City - Bat Trax
- TX190 - Streetlife - Streetlife/I Will Survive
- TX191 - MTS & RTT - Native House
- TX192 - Streetlife - Glow of Love
- TX193 - Streetlife - Tearin Down the Walls
- TX194 - Marshall Jefferson - Move Your Body '90
- TX195 - Yvonne Gage - Bad Girls/Heartbreak Hotel
- TX196 - M.E. feat. Yvonne Gage - Winter Days/Summer
- TX197 - Humanoid - Slam
- TX198 - Bart Starr - Way To Go Homer  - écrit par Jesse Saunders
- TX199 - Ralph Rosario - Running Away
- TX200 - Over 2 U - Force of Habit
- TX201 - Humanoid - Crystal (Back Together)/The Deep
- TX202 - Lidell & The People - Another Lover
- TX203 - Bazz - Very Well
- TX204 - The Music Factory - It's Getting Late
- TX205 - Kevin Irving - Puppet/About That Time
- TX301 - Fast Eddie - Yeah Yeah Yeah
- TX302 - Black Man - Beat that Bitch with a Bat
- TX303 - Johnny Fiasco - Iz U Iz Or Iz You Ain't My Baby
- TX304 - Farley - Love Can't Turn Around/House Nation
- TX305 - Fast Eddie - No Other Love
- TX306 - Joe Smooth - Untitled
- TX307 - ???
- TX309 - ???
- TX308 - Amber (Joe Smooth) - A Matter of Time
- TX310 - K. Kool (K. Alexi) - Hot Swing/Hot Summer Swing
- TX311 - The Fusion EP
- TX312 - ???
- TX313 - United Freaks of America - Get Up Off Your Ass
- TX314 - Hercules - Streetfighter
- TX315 - Jungle Wonz - Bird in a Gilded Cage
- TX316 - Ramovia - Your Love
- TX317 - Pound - Move Yo' Body Again
- TX404 - Adonis - Basement Jazz Remixes
- TX417 - David Chong - There is no place /  Our Last Chance
- TX418 - Hydraulic Funk - Flash Light/Godzilla/Godzilla Rap (Feat. Afrika Bambaataa & M.C. G.L.O.B.E.)
- TX419 - Dave Robertson - Liquidity & Warmth/Loss of a Love
- TX420 - Maurice - Desires
- TX421 - Frankie Knuckles - Waiting on my Angel
- TX467 - Various Artists - Best of Movi' Record Vol. 1
- TX468 - David Chong - Auto Ed
- TX476 - Mr. Fingers - The complete can you feel it (Martin Luther King RX)
- TX486 - Screamin' Rachel - Don't make me lonely